# Julie Gayet
Julie Gayet (Suresnes, 3 giugno 1972) è un'attrice francese.
È nota anche per essere la moglie dell'ex presidente francese, François Hollande.

## Biografia
Figlia di un chirurgo e di un'antiquaria, ha ricevuto lezioni di canto dall'età di otto anni e lezioni di recitazione all'età di 14 anni. Ha studiato storia dell'arte e recitazione all'Actors Studio. Ha poi studiato alla scuola di teatro di Tania Balachova, si è formata in abilità circensi presso l'Accademia Fratellini e ha studiato canto lirico con Tosca Marmor. Studia anche storia dell'arte, psicologia e cinematografia all'Università Sorbonne Nouvelle.
Dal 2003 al 2006, Gayet è stata sposata con il regista argentino Santiago Amigorena; dal matrimonio con questi sono nati due figli che vivono con il padre.
Il 10 gennaio 2014 è oggetto di uno scoop del giornale scandalistico Closer per la sua relazione sentimentale con il presidente francese François Hollande. Alcune voci circa questa relazione circolavano almeno dal marzo 2013 e, a seguito di questo scoop, il 25 gennaio, Hollande ha annunciato la fine della relazione con Valérie Trierweiler.
Sabato 4 giugno 2022 Julie Gayet e François Hollande si sono sposati civilmente in segreto a Tulle.

## Carriera
Inizia la sua carriera nel 1992, apparendo in un episodio di Premiers Baisers; il suo debutto al cinema avviene l'anno seguente nel film La piccola apocalisse del regista Costa-Gavras. Dal 1993 è apparsa in più di 100 lungometraggi, cortometraggi e serie televisive. Ha vinto numerosi premi, tra i quali spicca il Prix Romy Schneider nel 1997 per Sélect Hôtel.
Gayet ha fondato la società di produzione cinematografica "Rouge International" nel 2007 e altre due nell'aprile e luglio 2012: "Amarante International" e "Cinémaphore". Come produttrice, è stata coinvolta in quasi due dozzine di produzioni.

## Filmografia

### Attrice
- La piccola apocalisse (La petite apocalypse), regia di Costa-Gavras (1993)
- Tre colori - Film blu (Trois couleurs : Bleu), regia di Krzysztof Kieślowski (non accreditata) (1993)
- L'histoire du garçon qui voulait qu'on l'embrasse, regia di Philippe Harel (1993)
- À la belle étoile, regia di Antoine Desrosières (1993)
- 3000 scénarios contre un virus - Serie televisiva, episodio 1x15, regia di Patrice Cazes (1995)
- Cento e una notte (Les cent et une nuits de Simon Cinéma), regia di Agnès Varda (1995)
- Les Menteurs, regia di Elie Chouraqui (1996)
- Les Deux Papas et la Maman, regia di Smaïn e Jean-Marc Longval (1996)
- Delphine 1, Yvan 0, regia di Dominique Farrugia (1996)
- Sélect Hôtel, regia di Laurent Bouhnik (1997)
- Le Plaisir (et ses petits tracas), regia di Nicolas Boukhrief (1997)
- Ça ne se refuse pas, regia di Eric Woreth (1998)
- Sentimental Education, regia di C.S. Leigh (1998)
- Perché no? (Pourquoi pas moi?), regia di Stéphane Giusti (1999)
- Paddy, regia di Gérard Mordillat (1999)
- Nag la bombe, regia di Jean-Louis Milesi (2000)
- Les Gens qui s'aiment, regia di Jean-Charles Tacchella (2000)
- La Confusion des genres, regia di Ilan Duran Cohen (2000)
- Vertiges de l'amour, regia di Laurent Chouchan (2001)
- Ma Caméra et moi, regia di Christophe Loizillon (2002)
- La Turbulence des fluides, regia di Manon Briand (2002)
- Un mondo quasi sereno (Un monde presque paisible), regia di Michel Deville (2002)
- Novo, regia di Jean-Pierre Limosin (2002)
- Après la pluie, le beau temps, regia di Nathalie Schmidt (2003)
- Lovely Rita, sainte patronne des cas désespérés, regia di Stéphane Clavier (2003)
- Clara et moi, regia di Arnaud Viard (2004)
- Ce qu'ils imaginent, regia di Anne Théron (2004)
- Bab el web, regia di Merzak Allouache (2005)
- Camping à la ferme, regia di Jean-Pierre Sinapi (2005)
- De particulier à particulier, regia di Brice Cauvin (2006)
- Il mio migliore amico (Mon meilleur ami), regia di Patrice Leconte (2006)
- Le Lièvre de Vatanen, regia di Marc Rivière (2006)
- A Woman in Winter, regia di Richard Jobson (2006)
- Enfances, regia di Ismaël Ferroukhi (2007)
- Les Fourmis rouges, regia di Stéphan Carpiaux (2007)
- Solo un bacio per favore (Un baiser s'il vous plaît), regia di Emmanuel Mouret (2007)
- 8 fois debout, regia di Xabi Molia (2009)
- Kérity la maison des contes, regia di Dominique Monféry (2009)
- Pièce montée, regia di Denys Granier-Deferre (2010)
- Sans laisser de traces, regia di Grégoire Vigneron (2010)
- The Shape of Art to Come, regia di Julien Levy (2011)
- L'Art de séduire, regia di Guy Mazarguil (2011)
- Practical Guide to Belgrade with Singing and Crying, regia di Bojan Vuletic (2011)
- Carré blanc, regia di Jean-Baptiste Leonetti (2011)
- Nos plus belles vacances, regia di Philippe Lellouche (2012)
- Au cas où je n'aurais pas la palme d'or, regia di Renaud Cohen (2012)
- After, regia di Géraldine Maillet (2012)
- La nostra grande famiglia, regia di Gabriel Julien-Laferrière (2016)
- AAA genero cercasi (Le gendre de ma vie), regia di François Desagnat (2018)
- C'est quoi cette mamie?!, regia di Gabriel Julien-Laferrière (2019)
- C'est quoi ce papy ?!, regia di Gabriel Julien-Laferrière (2021)

### Produttrice
- Raw - Una cruda verità (Grave), regia di Julia Ducournau (2016)

## Doppiatrici italiane
- Barbara De Bortoli in Il mio migliore amico
- Maddalena Vadacca in Solo un bacio per favore
- Selvaggia Quattrini in AAA genero cercasi